# Glockenrad

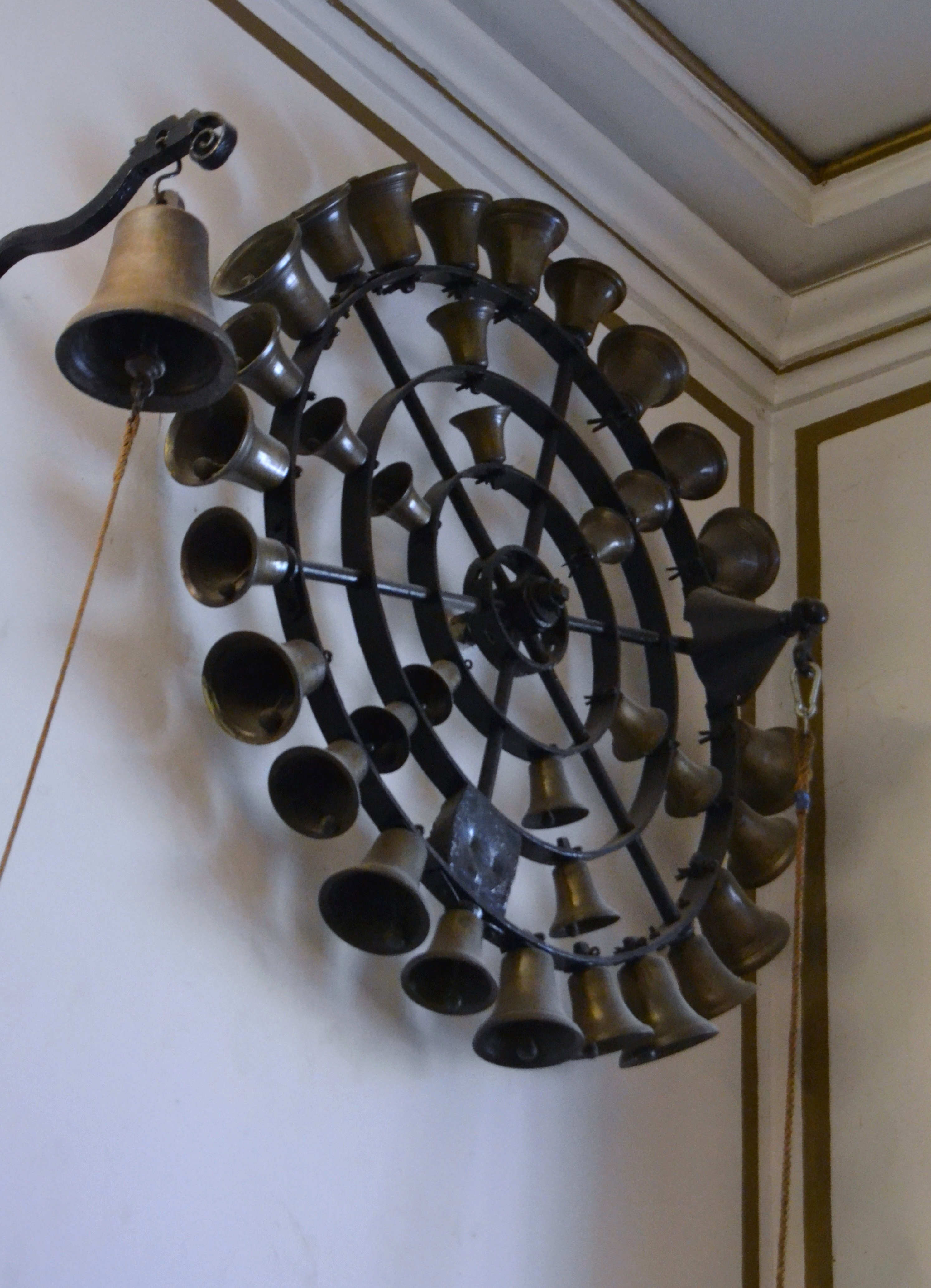
Glockenrad der Kirche La Mare de Déu, Valencia, Katalonien

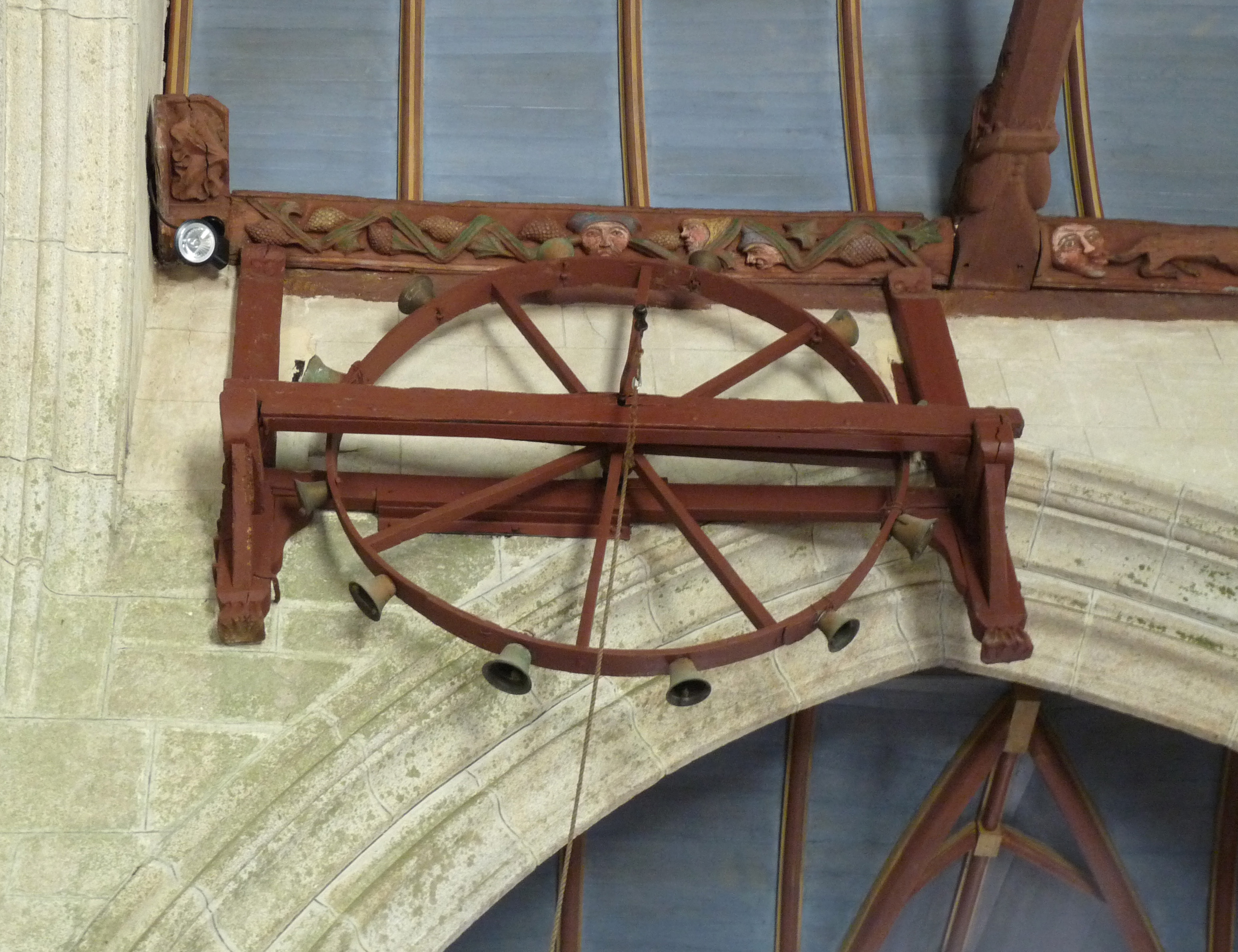
Glockenrad der Kirche von Confort-Meilars, Bretagne

Ein Glockenrad (frz. roue à carillons; span. rueda de campanas) ist ein meist an der Tür zur Sakristei angebrachtes Signalinstrument mit zumeist acht oder zwölf Glöckchen, die vom Messdiener oder vom Priester vor Beginn der Messfeier beim Betreten des Altarraums angeschlagen wurden. Anstelle von Altarglocken konnten sie auch bei der Wandlung geläutet werden.

## Beschreibung und Anbringung
Das meist achtspeichige Glockenrad ist senkrecht auf einer horizontal verlaufenden Achse montiert. Ursprünglich wurde das in Schulterhöhe angebrachte und aus meist acht gleich großen Glöckchen bestehende Geläut wohl durch Drehen des Rades mit der Hand in Gang gesetzt; in späterer Zeit wurde es meist über einer Tür befestigt und durch Ziehen an einer Pendelschnur oder einer Kette mit Federmechanismus betätigt.

## Geschichte
Die in weiten Teilen Europas verbreiteten Glockenräder sind sehr wahrscheinlich erst seit dem ausgehenden Mittelalter bekannt; man weiß, dass sie noch im 18. Jahrhundert für Kirchen hergestellt wurden. Ihre Funktion wurde jedoch mehr und mehr von den Altarglocken oder -schellen übernommen. Glockenräder wurden manchmal auch als Läutegerät in Burgen oder in noblen Privathäusern eingesetzt. Seit dem 19. oder 20. Jahrhundert gibt es Glockenräder auch als Kinderspielzeug.